# Brevipalpus araucanus
Brevipalpus araucanus är en spindeldjursart som beskrevs av Gonzalez 1975. Brevipalpus araucanus ingår i släktet Brevipalpus och familjen Tenuipalpidae. Inga underarter finns listade.